# Katar-Korruptionsskandal im Europäischen Parlament
Der Katar-Korruptionsskandal im Europäischen Parlament ist ein politischer Skandal, bei dem es um Vorwürfe geht, dass Abgeordnete und Beamte des Europäischen Parlaments, Lobbyisten und ihre Familien von den Regierungen Katars, Marokkos und Mauretaniens beeinflusst wurden und in Korruption, Geldwäsche und organisierte Kriminalität verwickelt sind. Die Strafverfolgungsbehörden in Belgien, Italien und Griechenland haben 1,5 Millionen Euro in bar beschlagnahmt, Computer und Mobiltelefone konfisziert und vier Personen wegen der angeblichen Straftaten angeklagt.

## Ermittlungen, Razzien und Verhaftungen
Im Juli 2022 leitete die Zentralstelle zur Bekämpfung der Korruption (Französisch: Office central pour la répression de la corruption, OCRC, Niederländisch: Centrale Dienst voor de Bestrijding van Corruptie, CDBC), eine Einheit der belgischen Bundespolizei, eine Untersuchung gegen eine mutmaßliche kriminelle Organisation ein. Die Untersuchung wurde vom Untersuchungsrichter Michel Claise geleitet, der mit der GRECO zusammenarbeitet.
Im Zuge der Ermittlungen führte die belgische Polizei am 9. Dezember 2022 im Zusammenhang mit der Verschwörung 20 Razzien an 19 verschiedenen Adressen in Brüssel durch und nahm acht Personen in Belgien und Italien fest. Die Wohnungen und Büros der Verdächtigen wurden durchsucht, darunter auch Büros in den Gebäuden des Europäischen Parlaments in Brüssel. Gemäß der belgischen Verfassung musste die Präsidentin des Europäischen Parlaments, Roberta Metsola, von ihrem Wohnsitz in Malta zurückkehren, um bei der Durchsuchung der Immobilien von Eva Kaili und Marc Tarabella anwesend zu sein, die als Mitglieder des Europäischen Parlaments (MdEP) diplomatische Immunität genossen.
Die erste Festnahme erfolgte im Hotel Sofitel am Place Jourdan in Brüssel, wo die Ermittler Eva Kailis Vater Alexandros festnahmen. Die Ermittler fanden einen Koffer mit „mehreren hunderttausend Euro“ bei ihm, als er versuchte zu fliehen. Der Ermittlungsrichter Michel Claise stufte die Verhaftung als „in flagranti“ oder „auf frischer Tat ertappt“ ein. Damit verlor Kaili ihre diplomatische Immunität, die die Ermittler bisher daran gehindert hatte, Kailis Vermögen zu durchsuchen. Kailis Anwesen wurde daraufhin durchsucht. Rund ein Dutzend Polizeibeamte sowie Richterin Claise durchsuchten ihre Wohnung und nahmen Kaili fest. Kaili leistete keinen Widerstand, doch Berichten zufolge befand sie sich „in einem Zustand von Schock und Verwirrung, weinte und hatte große Angst“. Kaili wurde dann mehr als fünf Stunden lang verhört.
Die Razzien betrafen auch Orte, die mit Antonio Panzeri, einem ehemaligen italienischen Europaabgeordneten, in Verbindung stehen. Bei der Durchsuchung seiner Wohnung fand die Polizei eine große Menge Bargeld in seinem „gut gefüllten Safe“. Gleichzeitig durchsuchten die Ermittler die Büros der internationalen Nichtregierungsorganisation (NRO) Fight Impunity, einer Organisation, die sich für die Bekämpfung der Straflosigkeit bei schweren Menschenrechtsverletzungen und Verbrechen gegen die Menschlichkeit einsetzt und deren Vorsitzender Panzeri ist.
Nach Abschluss der Razzien in Brüssel verhaftete die Polizei Eva Kaili, Antonio Panzeri, Francesco Giorgi, Kailis Lebenspartner und Berater des italienischen Europaabgeordneten Andrea Cozzolino, Alexandros Kailis Vater und ehemaliger griechischer Politiker, Luca Visentini, Generalsekretär des Internationalen Gewerkschaftsbundes (IGB), Niccolò Figà-Talamanca, Generalsekretär der Nichtregierungsorganisation „Kein Frieden ohne Gerechtigkeit“ und einen ungenannten Assistenten des italienischen Europaabgeordneten Alessandra Moretti. 600.000 € Bargeld wurden Berichten zufolge in Panzeris Haus gefunden, weiteres Bargeld wurde im Haus von Kailis Vater, in seinem Hotelzimmer und in der gemeinsamen Wohnung von Kaili und Giorgi gefunden. Insgesamt wurden bei den Durchsuchungen Barmittel in Höhe von 1,5 Mio. EUR gefunden. Nach Kailis Verhaftung wurde sie im Gefängnis Saint-Gilles festgehalten, bis sie nach fünf Tagen in das Gefängnis Haren verlegt wurde.
Neben den Hausdurchsuchungen bei den Verhafteten wurden auch die Wohnungen von vier Assistenten des Parlaments (Federica Garbagnati, Giuseppe Meroni, Donatella Rostagno und Davide Zoggia) durchsucht, ohne dass es zu Verhaftungen kam. Garbagnati, Rostagno und Zoggia sind Assistenten der Europaabgeordneten Alessandra Moretti, Marie Arena und Pietro Bartolo, während Meroni als Assistent von Lara Comi arbeitet. Weitere Razzien fanden in den Wohnungen von zwei nicht genannten Beratern und einem Beamten des Europäischen Parlaments statt.
Während die Razzien in Brüssel durchgeführt wurden, vollstreckte die italienische Staatspolizei zwei Europäische Haftbefehle in Italien. Maria Colleoni, Panzeris Ehefrau, wurde in ihrem Haus in Calusco d’Adda in der Nähe von Bergamo verhaftet, und seine Tochter, Silvia Panzeri, wurde später am Abend in Mailand festgenommen. Beide Frauen wurden zur Inhaftierung in ein Gefängnis in Bergamo gebracht. Am 14. Dezember wurden die beiden Frauen unter Hausarrest in ein Anwesen in der Lombardei entlassen. Kurz darauf führten die italienischen Behörden eine Razzia in der italienischen Wohnung von Giorgi durch, bei der weitere 20.000 Euro in bar beschlagnahmt wurden.
Der Europäische Haftbefehl bestätigte Berichte, wonach die Vorwürfe gegen Panzeri im Zusammenhang mit Korruption und Geschenken stehen, die er von Nationalstaaten erhalten hatte. Mit der Veröffentlichung des Haftbefehls wurde zum ersten Mal der Staat Marokko in den Skandal verwickelt.
Am Tag nach den Razzien, am 10. Dezember, fand eine weitere Durchsuchung in der Wohnung des stellvertretenden Vorsitzenden der Delegation des Europäischen Parlaments für die Beziehungen zur Arabischen Halbinsel, des belgischen Europaabgeordneten Marc Tarabella, statt; Tarabella wurde nicht verhaftet.
Am 12. Dezember 2022 wurde bekannt, dass die griechische Anti-Geldwäsche-Behörde das gesamte Vermögen von Kaili und seinen engen Familienangehörigen eingefroren hat. Dazu gehören alle Bankkonten, Tresore, Unternehmen und alle anderen finanziellen Vermögenswerte von Kaili. Nach Angaben des Leiters der Anti-Geldwäsche-Behörde war ein neu gegründetes Immobilienbüro in Kolonaki (einem gehobenen Stadtteil von Athen) von besonderem Interesse für die Behörden. Außerdem beschlagnahmten die griechischen Behörden ein 7.000 Quadratmeter großes Grundstück, das Kaili und Giorgi gemeinsam auf der griechischen Insel Paros (Kykladen) gekauft hatten.
Als das Europäische Parlament am 13. Dezember 2022 zum ersten Mal nach dem Skandal an seinem Sitz in Straßburg (Frankreich) zusammentrat, wurden die Büros des Europaabgeordneten Pietro Bartolo und der Parlamentsbeamtin Mychelle Rieu von den Ermittlern versiegelt.
Am 15. Dezember beantragte die Europäische Staatsanwaltschaft (EPPO) beim Europäischen Parlament die Aufhebung der diplomatischen Immunität von Kaili und ihrer griechischen Kollegin Maria Spyraki. Die EPPO begründete den Antrag mit einem Untersuchungsbericht des Europäischen Amtes für Betrugsbekämpfung (OLAF) über den „Verdacht auf Betrug zum Nachteil des EU-Haushalts im Zusammenhang mit der Verwaltung der parlamentarischen Vergütung“, insbesondere in Bezug auf Zahlungen an parlamentarische Assistenten.
Am 2. Januar 2023 beantragten die belgischen Ermittler beim Europäischen Parlament die Aufhebung der diplomatischen Immunität der Europaabgeordneten Marc Tarabella und Andrea Cozzolino. Eine Anhörung des Rechtsausschusses des Parlaments wurde für den 16. Januar in Straßburg anberaumt, um den beschuldigten Abgeordneten Gelegenheit zu geben, ihre Argumente vorzubringen. Die beiden Parteien Tarabella und Cozzolino kündigten an, dass sie den Antrag von Präsident Metsola auf Unterstützung der Europäischen Staatsanwaltschaft bei den Ermittlungen unterstützen und für die Aufhebung ihrer Immunität stimmen werden. Sowohl Tarabella als auch Cozzolino stimmen für den Antrag auf Aufhebung der Immunität, den das Europäische Parlament am 2. Februar genehmigt.
Sowohl Tarabella als auch Cozzolino wurden am 10. Februar 2023 wegen Korruption, Geldwäsche und Beteiligung an einer kriminellen Vereinigung festgenommen. Die Europaabgeordneten Marie Arena und Alessandra Moretti werden in den Haftbefehlen erwähnt, in denen ihnen vorgeworfen wird, ein „Vierergespann“ gebildet zu haben, das auf Anweisung von Panzeri handelte. Arena und Moretti streiten die Vorwürfe ab und genießen derzeit rechtliche Immunität.
Nach mehreren Razzien bei Immobilien, die mit Marie Arena in Verbindung stehen, wurden in der Wohnung ihres Sohnes Ugo Lemaire, die direkt neben ihrer eigenen Wohnung liegt, 280.000 Euro in bar gefunden. Die Razzien fanden statt, nachdem der Ermittlungsrichter Michel Claise von dem Fall abgezogen worden war. Sein Sohn ist der Geschäftspartner von Ugo Lemaire in einem Cannabis-Unternehmen, BRC & Co.

## Verwicklung von Marokko
Der belgische Justizminister Vincent Van Quickenborne bezeichnete Marokko als ein Land, das dafür bekannt ist, in der EU zu betrügen. Er sagte, die Ermittlungen konzentrierten sich auf mehrere Themen, darunter die Handelsabkommen zwischen der EU und Marokko und das Fischereiabkommen.
Ein Bericht der Financial Times enthüllte, dass Pier Antonio Panzeri von der marokkanischen Regierung Bestechungsgelder, Geschenke und Luxushotelaufenthalte erhalten hat. Der ehemalige italienische Europaabgeordnete hatte Verbindungen zu marokkanischen Beamten, seit er Leiter der EU-Maghreb-Delegation des Europäischen Parlaments war. Aufzeichnungen zeigen, dass Panzeri während seiner Zeit im Parlament Entscheidungen zugunsten der marokkanischen Regierung unterstützt hat. Er hatte bei der Europäischen Kommission die Bereitstellung von mehr Mitteln für Marokko beantragt und für das Handelsabkommen zwischen Marokko und der EU sowie für das Fischereiabkommen gestimmt. Panzeri erhielt über die NROs geheime Zahlungen von Marokkos Botschafter in Polen, Abderrahim Atmoun.
Im Jahr 2014 verlieh der marokkanische König Mohammed VI. Panzeri den Wissam Alaoui dritter Klasse für seine Verdienste um Rabat.
Im September 2022 besuchten vier Brüsseler Abgeordnete, darunter David Leisterh, David Weytsman, Clémentine Barzin und Gaëtan Van Goidsenhoven, die Stadt El Aaiún in der Westsahara. Das marokkanische Parlament hatte die Abgeordneten eingeladen und die Kosten für die gesamte Reise übernommen. Die Westsahara ist ein umstrittenes Gebiet, das Marokko als sein Eigentum beansprucht. Nach dem Beginn der belgischen Ermittlungen wurde die Reise der Europaabgeordneten jedoch genauer unter die Lupe genommen.
Nach Aussage des spanischen Aktivisten und Politikers Miguel Urbán deutet der Qatargate-Skandal außerdem auf eine noch tiefer gehende Marokko-Affäre hin. Das Europäische Parlament sollte gegenüber Marokko die gleichen Vorsichtsmaßnahmen ergreifen wie gegenüber Katar. Jede gesetzgeberische Tätigkeit des Europäischen Parlaments in den letzten Jahren, die marokkanische Interessen berührt, sollte im Nachhinein überprüft werden, um sicherzustellen, dass sie nicht durch ausländische Einmischung beeinflusst wurde.

## Verwicklung der Vereinigten Arabischen Emirate
Die katarische Regierung beschuldigte die Vereinigten Arabischen Emirate (VAE), den Skandal inszeniert zu haben. Eine italienische Nachrichtenseite, Dagospia, behauptete, dass es der nationale Berater der VAE, Tahnoun bin Zayed Al Nahyan, war, der den Skandal gegen Katar inszenierte und Belgien, das die Ermittlungen einleitete, „Tipps“ gab.
Im Januar 2023 enthüllte ein Bericht von La Libre, dass die belgische Polizei einen Koffer von Panzeri beschlagnahmte, der einen Umschlag mit einer Briefmarke des Roten Halbmonds der Vereinigten Arabischen Emirate enthielt.

## Prozess und Strafverfolgung
Die vier Beschuldigten, Kaili, Panzeri, Giorgi und Figà-Talamanca, sollten am 14. Dezember 2022 im Palais de Justice in Brüssel, dem wichtigsten Gericht des Landes, zur Anklageerhebung erscheinen. Drei der vier Verdächtigen erschienen vor Gericht, aber ein Streik des Gefängnispersonals verhinderte das Erscheinen von Kaili; ihr Erscheinen wurde auf den 22. Dezember 2022 verschoben. Panzeri und Giorgi wurden bis zum Abschluss der Ermittlungen in Untersuchungshaft genommen. Kailis verschobene Anhörung wurde schließlich am 22. Dezember in einer geschlossenen Sitzung im Palais de Justice verhandelt, von wo aus sie trotz ihres Antrags auf bedingte Entlassung unter elektronischer Überwachung für mindestens einen weiteren Monat in Untersuchungshaft genommen wurde. Figà-Talamanca sollte ursprünglich unter der Bedingung aus der Haft entlassen werden, dass er eine elektronische Fußfessel trägt, aber diese Entscheidung wurde am 27. Dezember 2022 aufgehoben, nachdem die Staatsanwaltschaft Berufung eingelegt hatte. Eine Anhörung von Panzeri wurde auf dessen eigenen Wunsch auf den 17. Januar 2023 verschoben.
Giorgi hat am 15. Dezember 2022 gestanden, von katarischen Beamten bestochen worden zu sein, um die Entscheidungen des Europäischen Parlaments zu beeinflussen. Er gestand auch, Gelder von der marokkanischen Regierung erhalten zu haben, und während er seinen Partner Kaili entlastete, beschuldigte er ausdrücklich die Beteiligung von Panzeri, Cozzolino und Tarabella.
Visentini gab am 20. Dezember zu, zwei Zahlungen von Fight Impunity in Höhe von 50.000 und 60.000 Euro erhalten zu haben, behauptete jedoch, dass es sich bei den Spenden um Beiträge zu seiner Kampagne für das Amt des Generalsekretärs des IGB handelte und nicht um „die Position [des IGB] zu Katar oder zu anderen Themen zu beeinflussen“.
Am 16. Januar 2023 genehmigte ein italienisches Gericht die Auslieferung von Silvia Panzeri, der Tochter von Pier Antonio.
Im Januar 2023 bekannte sich Panzeri im Rahmen einer Verständigung im Strafverfahren mit den belgischen Behörden schuldig, an der Verschwörung beteiligt gewesen zu sein. Im Rahmen dieser Vereinbarung wird Panzeri die Identität derjenigen, die er bestochen hat, sowie derjenigen, mit denen er sich verschworen hat, preisgeben. Es ist vorgesehen, dass er eine Strafe von fünf Jahren erhält, von denen vier zur Bewährung ausgesetzt werden sollen. Das verbleibende Jahr würde im Gefängnis oder mit einer elektronischen Fußfessel oder einer Kombination aus beidem verbüßt werden. Dies war erst das zweite Mal, dass die belgischen Staatsanwälte einen Deal abgeschlossen haben, da dies bisher rechtlich nicht zulässig war.
Das deutsche Magazin Der Spiegel erhielt Zugang zu mehr als 1.300 Dokumenten aus den belgischen Ermittlungen. Diesen Dokumenten zufolge erhielt Panzeris Gruppe Barzahlungen aus Katar, Marokko, Mauretanien und möglicherweise Saudi-Arabien. Die Gruppe wird als „schockierend dilettantisch“ beschrieben, da sie das Geld, das sie als Bestechungsgelder erhielten, in ihren Wohnungen aufbewahrte, Hunderte von unverschlüsselten Telefongesprächen führte und ein „konspiratives Treffen in einem Hotel abhielt, das mit Überwachungskameras ausgestattet war“. Dennoch operierten sie jahrelang unentdeckt. Die grüne Europaabgeordnete Viola von Cramon-Taubadel sagte, dass auch Kasachstan, Aserbaidschan und Russland „über einen längeren Zeitraum systematisch Einfluss gekauft haben“.

## Reaktionen

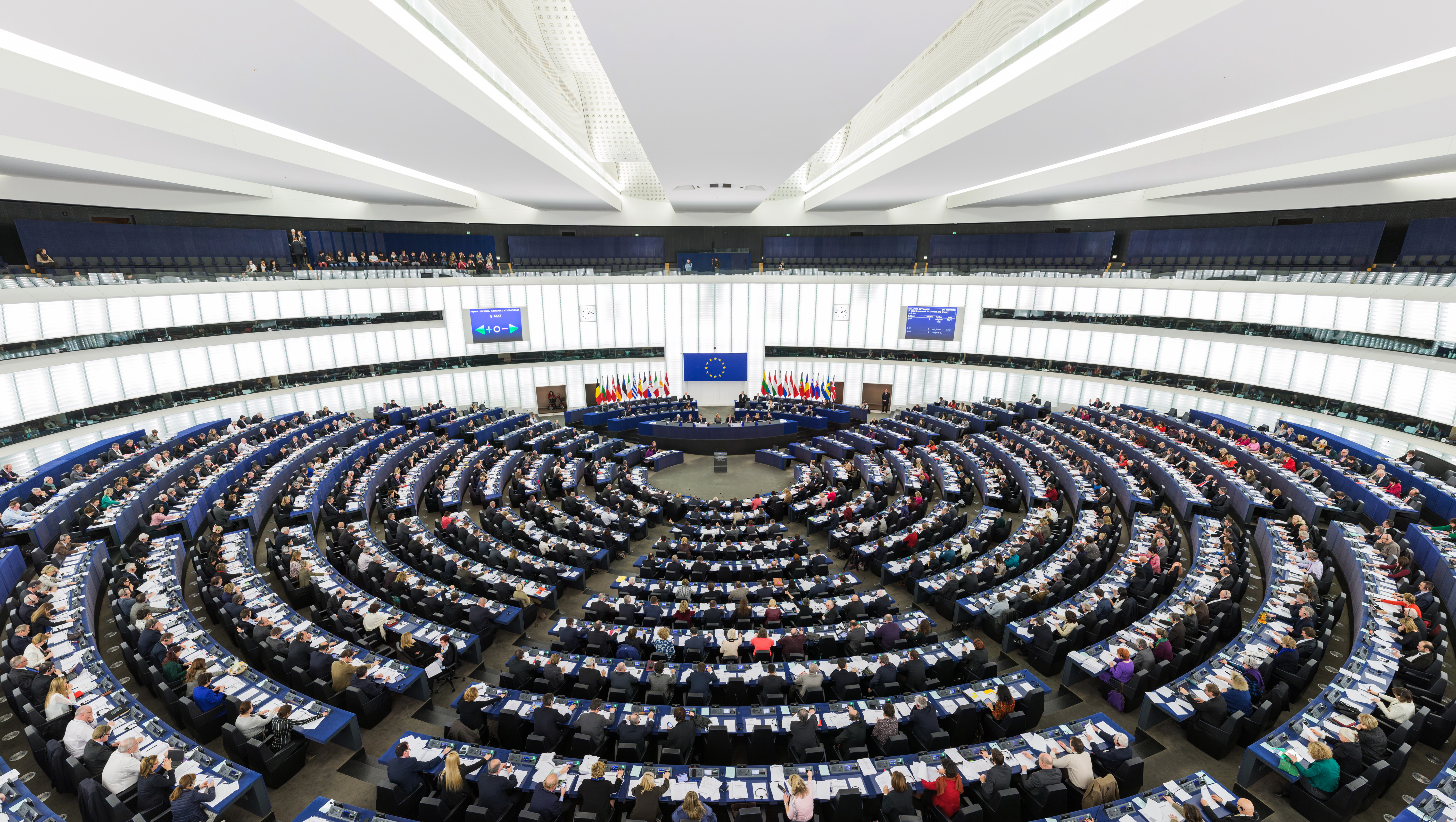
Plenarsaals des Europäischen Parlaments, Straßburg

### Politisch
Unmittelbar nach den Verhaftungen gab es aus der gesamten Europäischen Union heftige Reaktionen, in denen Vizepräsidentin Kaili verurteilt wurde. Nachdem die belgischen Medien zuerst über die Geschichte berichtet hatten, erklärte die Präsidentin des Europäischen Parlaments, Roberta Metsola, dass das Europäische Parlament die laufenden Ermittlungen unterstütze, ohne die Art der Ermittlungen zu nennen. Unmittelbar nach den Verhaftungen gaben sowohl die PASOK, Kailis politische Partei in Griechenland, als auch die Fraktion der Sozialdemokraten im Europäischen Parlament den Ausschluss Kailis aus ihren jeweiligen Parteien bekannt. Zwei Tage nach den Verhaftungen suspendierte Metsola Kaili von ihren Aufgaben und Befugnissen als Vizepräsidentin des Europäischen Parlaments. Drei Tage später wurde Kaili in einer Abstimmung des Plenums des Europäischen Parlaments offiziell mit großer Mehrheit als Vizepräsidentin abgesetzt.
Bei der Eröffnung der ersten Sitzung des Europäischen Parlaments nach den Razzien kündigte Präsident Metsola am 12. Dezember an, dass alle Arbeiten mit Katar ausgesetzt würden. Die Aussetzung der parlamentarischen Arbeit zu diesem Zeitpunkt war insofern von Bedeutung, als sie nur drei Tage vor der Abstimmung des Parlaments über die Einführung eines Abkommens über visumfreies Reisen mit Katar und anderen Ländern erfolgte. Dies führte dazu, dass auch die Abstimmung über visumfreies Reisen nach Ecuador, Kuwait und Oman abgesagt wurde. Darüber hinaus wurde ein umfangreiches und umstrittenes Lufttransitabkommen, das Qatar Airways unbegrenzten Zugang zum EU-Markt ermöglicht hätte, auf Eis gelegt, nachdem es Warnungen gab, Katar könnte sich in die internen Beratungen des Parlaments über das Abkommen eingemischt haben. Während der Verhandlungen wurde von den EU-Mitgliedstaaten kritisiert, dass das vom Verkehrsausschuss des Parlaments ausgehandelte Abkommen Katar unangemessen begünstige. Später stimmte das Plenum des Parlaments mit 541 zu 2 Stimmen bei drei Enthaltungen dafür, alle Arbeiten an den Katar betreffenden Dossiers auszusetzen. In der gleichen Sitzung forderten die Die Grünen/Europäische Freie Allianz und Renew Europe die Einsetzung eines Untersuchungsausschusses durch das Europäische Parlament. In einer Abstimmung des Plenums nahm das Parlament eine Entschließung zur Einsetzung eines Untersuchungsausschusses zu der Affäre an.
Vor der Eröffnung der Plenardebatte traten mehrere Abgeordnete der Sozialdemokratischen Fraktion von ihren Ämtern im Parlament zurück. Marc Tarabella suspendierte sich selbst von der S&D-Fraktion, Marie Arena trat als Vorsitzende des Menschenrechtsausschusses des Parlaments zurück, Pietro Bartolo suspendierte seine Position als Fraktionssprecher für Visaliberalisierung und Andrea Cozzolino suspendierte seine Rolle als Fraktionssprecher für Dringlichkeitsfragen. Tarabella wurde später von seiner nationalen Partei, der Wallonischen Sozialistischen Partei, suspendiert.
Der Vorsitzende der Parlamentarischen Freundschaftsgruppe EU-Katar, José Ramón Bauzá MdEP, kündigte nach den Enthüllungen die Suspendierung der Gruppe an. In einer Erklärung sagte Bauzá, er tue dies „angesichts der sehr ernsten Ereignisse der letzten Tage und bis wir der Sache auf den Grund gegangen sind“.
Die Europäische Volkspartei (EVP), die größte Fraktion im Parlament, beschloss, die gesamte außenpolitische Arbeit in Bezug auf alle Angelegenheiten außerhalb der Europäischen Union auszusetzen, bis die Integrität des Verfahrens gewährleistet werden kann. Die EVP forderte andere Parteien auf, diesem Beispiel zu folgen.
Der Europaabgeordnete Dino Giarrusso berichtete, dass er und andere Abgeordnete mehrfach von katarischen Beamten angesprochen worden seien: „Sie hofften, den Ruf des Landes vor allem im Vorfeld der Fußballweltmeisterschaft zu verbessern“. Eine Entschließung von Manon Aubry, die die Ausbeutung von Wanderarbeitern in Katar verurteilt, war im Parlament mehr als ein Jahr lang ins Stocken geraten, bevor sie gegen den Widerstand der S&D- und EVP-Fraktion verabschiedet wurde.
Nach Bekanntwerden des Skandals wiesen mehrere Medien darauf hin, dass Kaili Katar einen Monat vor dem Skandal besucht und sich mit dem katarischen Arbeitsminister Ali bin Samikh Al Marri getroffen hatte; nach ihrer Rückkehr nach Brüssel hatte sie Katar in einer Rede vor dem Europäischen Parlament als „Vorreiter in Sachen Arbeitsrechte“ gelobt.
Ursula von der Leyen, die Präsidentin der Europäischen Kommission, warf Katar vor, sich Einfluss in der Kammer des Europäischen Parlaments kaufen zu wollen, und bezeichnete dies als „äußerst besorgniserregend“. Von der Leyen forderte die Einrichtung eines Gremiums, das die Integritäts- und Ethikregeln in allen EU-Institutionen aufrechterhalten soll. Der ehemalige Präsident des Europäischen Parlaments und derzeitige EU-Kommissar für Auswärtige Angelegenheiten und Sicherheit, Josep Borrell, wurde mit den Worten zitiert: „Die Nachrichten sind sehr beunruhigend, sehr, sehr beunruhigend. Wir sind mit einigen Ereignissen und Fakten konfrontiert, die mich sehr beunruhigen. [Wir] müssen uns nicht nur nach den Fakten richten, sondern auch nach den ... Beweisen. Ich bin sicher, dass Sie verstehen, dass dies sehr schwerwiegende Anschuldigungen sind.“ Die Europäische Bürgerbeauftragte, Emily O’Reilly, kritisierte jedoch die Reaktion von der Leyens und anderer Politiker und Institutionen und betonte den mangelnden Fortschritt, den von der Leyen nach ihrem Versprechen, dass Transparenz ein zentraler Bestandteil ihres Mandats sein würde, wenn sie Präsidentin der Europäischen Kommission würde, gezeigt habe. O’Reilly forderte die Einrichtung einer Stelle mit echten Ermittlungs- und Sanktionsbefugnissen.
Auch der belgische Premierminister Alexander De Croo kritisierte in seiner Antwort die europäischen Institutionen: „Die belgische Justiz tut das, was das Europäische Parlament auf den ersten Blick nicht getan hat.“ „Das Europäische Parlament verfügt über viele Mittel, um sich selbst zu regulieren. Es stellt sich heraus, dass es sich dabei weitgehend um ein System der Selbstkontrolle handelt, das auf freiwilligen Bemühungen beruht, die eindeutig nicht ausreichen.“
Annalena Baerbock, die deutsche Außenministerin, betonte, dass der Skandal bei den Bürgern Besorgnis hervorrufe und die Glaubwürdigkeit und Legitimität der Institutionen der Europäischen Union beeinträchtige.
Am 15. Dezember reagierte die Europäische Volkspartei (EVP) mit der Erklärung: „Wir müssen über Heuchelei diskutieren ... Dies ist ein S&D-Skandal.“ In einem Versuch, den Skandal auf die Fraktion der Progressiven Allianz der Sozialisten und Demokraten (S&D) und nicht auf das Europäische Parlament als Ganzes zu fokussieren, fuhren sie fort: „Es gab einen ständigen Versuch, #Qatargate zu einem rein institutionellen Problem zu machen. Aber dieser Skandal ist kein Waisenkind. ... Er hat eine Adresse. Und das ist die S&D Fraktion.“ Einer der Assistenten, deren Wohnungen durchsucht wurden (Giuseppe Meroni), arbeitet für die EVP-Abgeordnete Lara Comi, und gegen die EVP-Abgeordnete Maria Spyraki wurde später ebenfalls von der Europäischen Staatsanwaltschaft (EPPO) ermittelt.
Nach der Wahl eines neuen Vizepräsidenten am 18. Januar kritisierte unter anderem MdEP Damian Boeselager die Wahl als falsches Signal und verpasste Chance, um Vertrauen zurückzugewinnen. Die geplanten Reformen seien unzureichend und Spesen und Dienstreisen sollten ausnahmslos gemeldet werden müssen.

### Zivilgesellschaft
Reaktionen kamen auch von Organisationen der europäischen Zivilgesellschaft. Transparency International bezeichnete den Vorfall als den „ungeheuerlichsten Fall“ von angeblicher Korruption, den das Europäische Parlament je gesehen hat. Der Gründer der Good Lobby kommentierte, dass „[w]ie auch immer es ausgeht, [der] Katar-'Korruptions'-Skandal hat eine unbequeme und für die meisten Europäer bereits offensichtliche Wahrheit ans Licht gebracht. Mit Geld lässt sich in der EU Einfluss kaufen“, und dass „das EU-Parlament und die meisten seiner Mitglieder sich seit jeher gegen strengere Integritätsregeln und [ein] wirksames Durchsetzungssystem gewehrt haben“.
Als die Ermittlungen bekannt wurden, trat der ehrenamtliche Vorstand der betroffenen NRO Fight Impunity geschlossen zurück. Zu den Vorstandsmitgliedern gehörten hochrangige europäische Politiker wie Federica Mogherini (ehemalige Hohe Vertreterin der EU in der Juncker-Kommission), Bernard Cazeneuve (ehemaliger französischer Premierminister), Dimitris Avramopoulos (ehemaliger EU-Kommissar für Migration, Inneres und Bürgerschaft in der Juncker-Kommission), Cecilia Wikström (ehemaliges MdEP) und Emma Bonino (ehemalige EU-Kommissarin für Gesundheit und Verbraucherschutz in der Santer-Kommission). Das ehrenamtliche Gremium hat keine exekutiven oder geschäftsführenden Aufgaben, so dass kein Mitglied des Gremiums verdächtigt oder beschuldigt werden kann.
Visentini war ursprünglich freiwillig und vorübergehend als Präsident des Internationalen Gewerkschaftskongresses (IGB) zurückgetreten, doch eine eigens einberufene außerordentliche Sitzung des Generalrats beschloss, ihn von allen seinen Aufgaben zu entbinden. Der IGB erklärte, er lehne jede Form von Korruption ab, und „wo es Korruption gibt, gehören die Arbeitnehmer zu ihren Hauptopfern“. Der IGB erklärte, dass seine Entscheidung, Visentini zu suspendieren, „in keiner Weise eine Schuldvermutung impliziert“.

### Regierung von Katar
Die katarische Regierung wies jede Verwicklung in den Skandal zurück. Die katarische Vertretung bei der Europäischen Union erklärte: „Der Staat Katar weist alle Versuche kategorisch zurück, ihn mit den Vorwürfen des Fehlverhaltens in Verbindung zu bringen. Jegliche Assoziation der katarischen Regierung mit den gemeldeten Vorwürfen ist unbegründet und eine schwere Fehlinformation. Der Staat Katar arbeitet mit Institutionen zusammen und hält sich in vollem Umfang an die internationalen Gesetze und Vorschriften.“ Später beschuldigten sie die Vereinigten Arabischen Emirate (VAE), den Skandal inszeniert zu haben. Der Journalist Jack Parrock berichtete, dass die katarische Regierung behauptete, „jeder“ glaube, dass die VAE dahinter steckten. Laut dem vom katarischen Staat finanzierten Middle East Monitor „hat das EU-Parlament eine offizielle Untersuchung von Korruptionsfällen und -verdächtigungen eingeleitet, in die hochrangige Beamte aus den Vereinigten Arabischen Emiraten (VAE) verwickelt sind, um zeitgleich mit der Ausrichtung der Fußballweltmeisterschaft 2022 eine Hetzkampagne gegen Katar zu starten.“ Katar behauptet, dass es sich „seit 2017 als Opfer einer von Abu Dhabi orchestrierten Medienattacke mit falschen Dokumenten und Fake News fühlt.“
Die katarische Regierung erklärte, sie werde von den belgischen Behörden „ausschließlich kritisiert und angegriffen“ und zeigte sich enttäuscht darüber, dass die belgische Regierung „keine Anstrengungen unternommen hat, mit unserer Regierung in Kontakt zu treten, um die Fakten zu ermitteln“.
Katar warnte, dass die fortgesetzte Verwicklung Katars in den Skandal die Zusammenarbeit zwischen der EU und Katar im Energiebereich „negativ beeinflussen“ werde.

### Beschuldigte

#### Eva Kaili
Eva Kaili bestritt jegliches Fehlverhalten in dieser Kontroverse. Ihre Anwälte traten im griechischen Fernsehen auf und erklärten: „Sie ist unschuldig und hat nichts mit der Bestechung durch Katar zu tun“. Kailis Anwälte kritisierten ihre Verhaftung auch als „grobe Überschreitung der richterlichen Befugnisse“. Sie behaupten, dass sich Kaili während ihrer ersten Befragung in einem Zustand des Schocks, der Angst und der Verwirrung befand und dass ihr für die Befragung kein Dolmetscher zur Verfügung gestellt wurde. Ihren Anwälten zufolge dauerte es eine Woche, bis Kaili „in einem so guten psychologischen Zustand war, dass sie sich ihrer Worte voll bewusst war“. Ihren Anwälten zufolge fühlte sich Kaili „sehr beunruhigt“ und von ihrem Partner Giorgi verraten. Kaili beschuldigte die belgischen Behörden, sich „unmenschlich“ zu verhalten, da diese ihr nicht erlaubten, ihre Tochter persönlich oder über Skype zu sehen. Kaili sagte: „Ich werde gequält, das ist so ungerecht, dass ich es nicht aushalte und zusammenbreche. Was ist das Problem mit meinem kleinen Mädchen, warum hält man sie von mir fern?“ Am folgenden Tag wurde ein dreistündiges Treffen zwischen Kaili und ihrer Tochter genehmigt. Am 16. Februar 2023 beschloss das Gericht, Kaili für weitere zwei Monate in Haft zu halten. Kaili hatte einige Zeit vor der Anhörung ihren belgischen Anwalt von André Risopoulo zu Sven Mary gewechselt.
Kaili wurde am 14. April 2023 mit einer elektronischen Fußfessel aus der Untersuchungshaft entlassen und hat während des gesamten Prozesses weiterhin alle gegen sie erhobenen Vorwürfe bestritten. Im Juni erhielt Kaili die Erlaubnis, innerhalb des Schengen-Raums zu reisen und das Europäische Parlament zu besuchen, wenn sie dies wünschte.
Im September 2023 leitete Kaili ein Verfahren gegen die belgische Polizei und den belgischen Geheimdienst wegen Verletzung ihrer parlamentarischen Immunität ein.

#### Francesco Giorgi
Der ehemalige parlamentarische Assistent und Lebensgefährte der Angeklagten Eva Kaili wurde im Dezember 2022 verhaftet und im Februar 2023 mit einer elektronischen Fußfessel wieder freigelassen, nachdem er sich mit der Staatsanwaltschaft darauf geeinigt hatte, Einzelheiten über die illegale Organisation preiszugeben.
Giorgi begann seine Beziehung mit Kaili im Jahr 2017. Zu dieser Zeit arbeitete Giorgi als Assistent von Antonio Panzeri im Europäischen Parlament. Giorgi und Kaili haben ein gemeinsames Kind.
Giorgi wurde Mitte Dezember 2022 von den belgischen Behörden im Zusammenhang mit dem Qatargate-Skandal verhaftet. Er gab zu, Bestechungsgelder angenommen zu haben, und behauptete, seine Partnerin Kaili sei nicht direkt in das Korruptionssystem verwickelt gewesen. Giorgi soll dabei geholfen haben, Gelder aus Katar und Marokko zur Beeinflussung europäischer Institutionen zu schleusen, indem er zusammen mit Antonio Panzeri die Vereinigung Fight Impunity gegründet hat. Im Februar 2023 wurde Giorgi mit einer elektronischen Fußfessel aus dem Gefängnis entlassen.
Im März 2023 leitete die italienische Staatsanwaltschaft Ermittlungen gegen zwei ungenannte Verdächtige ein, die als Kollaborateure von Antonio Panzeri und Giorgi fungiert haben sollen. Die italienischen Ermittlungen beziehen sich auf eine Firma namens Equality Consultancy in Mailand, die von einem ehemaligen Buchhalter von Antonio Panzeri und Giorgis Vater Luciano und Bruder Stefano im Jahr 2018 gegründet wurde. Der Bruder und der Vater von Giorgi verließen das Unternehmen nach einem Jahr und werden von den italienischen Behörden nicht untersucht. Equality Consultancy wurde angeblich gegründet, um die Schmiergelder zu vertuschen, die Antonio Panzeri von ausländischen Regierungen erhalten hatte. Laut der Financial Times gab Giorgi zu, Antonio Panzeri dabei geholfen zu haben, Geld aus Marokko und Katar zu verschleiern.

#### Luca Visentini
Nach Luca Visentinis vorläufiger Freilassung am Sonntag, dem 11. Dezember 2022, beteuerte er in einer über den IGB veröffentlichten Erklärung seine Unschuld und „bekräftigte sein uneingeschränktes Engagement für den Kampf gegen Korruption.“ Er äußerte sich auch speziell zu seinem Geständnis, zwei Zahlungen von der NRO Fight Impunity in Höhe von 50.000 € und 60.000 € erhalten zu haben, indem er erklärte, dass die Gelder im Zusammenhang mit seiner Kampagne für das Amt des Generalsekretärs des IGB standen und dass „dies in keiner Weise mit einem Korruptionsversuch verbunden war oder darauf abzielte, meine Position zu Katar zu beeinflussen.“

#### Antonio Panzeri
Im Rahmen seiner Vereinbarung bestätigte Antonio Panzeri die Verwicklung Katars und Marokkos in den Skandal und gab zu, einer der Anführer des kriminellen Unternehmens zu sein. Panzeri hatte sich verpflichtet, „wesentliche, aufschlussreiche“ Informationen weiterzugeben, nachdem er mit der belgischen Staatsanwaltschaft eine entsprechende Vereinbarung getroffen hatte.
Im September 2023 wurde Panzeri aus der Untersuchungshaft entlassen, durfte aber Belgien nicht verlassen und keinen Kontakt zu anderen Verdächtigen aufnehmen.

#### Niccolò Figà-Talamanca
Niccolò Figà-Talamanca, der Generalsekretär der Nichtregierungsorganisation No Peace Without Justice, war einer der vier ursprünglich in diesem Fall verhafteten Verdächtigen. Am 14. Dezember 2022 wurde Figà-Talamanca mit einem elektronischen Fußfessel zur Verfolgung seiner Bewegungen aus dem Gefängnis entlassen, aber die belgische Bundesstaatsanwaltschaft legte am 27. Dezember 2022 erfolgreich Einspruch gegen die Anordnung ein, so dass Figà-Talamanca wieder ins Gefängnis kam. Bei einer Anhörung am 3. Februar 2023 wurde Figà-Talamanca vom Ermittlungsrichter ohne Auflagen aus der Haft entlassen. Figà-Talamancas Anwältin bei den Anhörungen war Barbara Huylebroek. Nach Angaben eines Familienangehörigen bleibt Figà-Talamanca angeklagt.

#### Marc Tarabella
Am 2. Februar 2023 hob das Europäische Parlament die rechtliche Immunität von Marc Tarabella auf; Tarabella war anwesend und stimmte ab. Tarabella wurde am 10. Februar 2023 in Anthisnes, wo er Bürgermeister ist, verhaftet. Am 11. Februar wurde er wegen Korruption, Geldwäsche und Beteiligung an einer kriminellen Vereinigung angeklagt und im Gefängnis von Saint-Gilles inhaftiert. Tarabellas Anwalt Maxim Töller beantragte die Entlassung des Untersuchungsrichters Michel Claise mit der Begründung, dass „der Richter die strittigen Tatsachen, die Gegenstand der von ihm geleiteten Untersuchung sind, offensichtlich als gegeben ansieht. “Am 20. Februar teilte die Bundesanwaltschaft mit, dass Claise das Ablehnungsgesuch von Töller abgelehnt hat, so dass die Bundesanwaltschaft verpflichtet ist, den Antrag von Töller an das Brüsseler Berufungsgericht weiterzuleiten, das innerhalb von acht Tagen entscheiden muss, ob der Ermittlungsrichter von dem Fall abgezogen werden soll oder nicht. Im Juni 2023 wurde das Büro von Tarabella zum ersten Mal von der Polizei durchsucht.

#### Andrea Cozzolino
Am 2. Februar 2023, als Andrea Cozzolino sich in Italien aufhielt, hob das Europäische Parlament auch die Immunität von Andrea Cozzolino auf. Cozzolino wurde am 10. Februar 2023 verhaftet, nachdem er ein Krankenhaus in Neapel verlassen hatte, in dem er wegen Herzproblemen behandelt wurde; er wurde in das Gefängnis Poggioreale gebracht, durfte aber später unter Hausarrest nach Hause gehen. Cozzolinos Anwalt Dimitri De Béco erklärte, Cozzolino lehne eine Auslieferung an Belgien wegen der „Vorgehensweise der belgischen Justiz“ ab. Cozzolino hat wiederholt jede Straftat bestritten. Am 14. Februar gab ein Gericht in Neapel einem Antrag von Cozzolinos Anwälten statt, die Auslieferungsanhörung auf den 28. Februar zu verschieben, damit das Gericht das Gefängnis in Belgien überprüfen kann, in das Cozzolino im Falle einer Auslieferung gebracht würde. Im Juni flog er nach Brüssel und wurde von einem Richter unter Auflagen auf Bewährung entlassen.

## Dokumentarfilm
- Helmar Büchel: Gekaufte Politik? Europa in der Korruptionskrise. In: ZDF/Arte 2023, 11. April 2024 (91 Min.).